# Joachim Murat (film)
Pour les articles homonymes, voir Joachim Murat (homonymie).
Pour plus de détails, voir Fiche technique et Distribution.
Joachim Murat est un film italien réalisé par Giuseppe De Liguoro, sorti en 1910.
Ce court métrage muet en noir et blanc met en scène Joachim Murat (1767–1815), beau-frère de Napoléon Ier, devenu maréchal d'Empire (1804) puis roi de Naples (1808–1815).

## Synopsis
La carrière de Joachim Murat, palefrenier et fils d'aubergiste, devenu roi de Naples...

## Fiche technique
- Titre original : Gioacchino Murat
- Pays d'origine :  Royaume d'Italie
- Année : 1910
- Réalisation : Giuseppe De Liguoro
- Scénario : Giuseppe De Liguoro
- Société de production : Milano Films
- Société de distribution : Milano Films
- Langue : italien
- Genre : drame historique
- Format : Muet - Noir et blanc - 1,33:1 - 35 mm
- Métrage : 276 mètres
- Durée : 10 minutes
- Date de sortie :
  -  Royaume d'Italie : novembre 1910
  -  Royaume d'Espagne : novembre 1910
  -  France : 16 janvier 1911
  -  Royaume-Uni : 12 février 1911
- Autres titres connus :
  -  Royaume d'Italie : Gioacchino Murat, dalla locanda al trono
  -  Royaume d'Espagne : Joaquín Murat
  -  Royaume-Uni : Joachim Murat, from the Tavern to the Throne

## Distribution
- Giuseppe De Liguoro : Joachim Murat (Gioacchino Murat)